# Федон Авуріс
Федон Авуріс (грец. Φαίδων Αβούρης, англ. Phaedon Avouris, нар. 16 червня 1945) — грецький та американський вчений у галузі хімічної фізики, один з піонерів нанотехнологій. З 2004 року був членом компанії IBM, керував дослідницькою групою Nanometer Scale Science and Technology у Дослідницькому Центрі імені Томаса Дж. Вотсона (Йорктаун, Нью-Йорк, США), нині у відставці.

## Освіта та дослідницькі інтереси
Отримав ступінь бакалавра наук в Університеті імені Аристотеля в Салоніках (Греція) і ступінь доктора філософії в області фізичної хімії в Університеті штату Мічиган (1974). Постдокторальні дослідження проводив в Каліфорнійському університеті в Лос-Анджелесі, а також був науковим співробітником корпорації AT&T Bell Laboratories, після чого (в 1978 році) став співробітником дослідницького Центру імені Томаса Дж. Вотсона, науково-дослідного відділу компанії IBM.
В 1984 році став керівником досліджень у галузі хімічної фізики, а в 2004 році був обраний членом IBM. Наприкінці 2010-х очолює дослідження в сфері нанонауки і нанотехнологій.
Був ад'юнкт-професором в Колумбійському університеті та Іллінойсському університеті.
Протягом багатьох років дослідження Авуріса включали такі області як лазерна спектроскопія, фізика і хімія поверхні, скануюча тунельна мікроскопія, маніпуляція атомами та наноелектроніка. На середину 2010-х його дослідження зосереджені на експериментальному і теоретичному вивченні електричних, оптичних і оптоелектронних властивостей вуглецевих нанотрубок та графену. Робота включає в себе проектування, виготовлення та дослідження наноелектронних та оптоелектронних пристроїв і схем. Вченим опубліковано понад 360 наукових праць з цієї тематики.

## Науково-дослідницька діяльність
Федон Авуріс був першопрохідцем у галузі нанонауки та нанотехнологій. Він є піонером у використанні скануючої тунельної мікроскопії та спектроскопії для вивчення хімії поверхні на атомному рівні. Встановив зв'язок між хімічною реакційною здатністю і локальної електронної структурою; вивчив локалізацію електронів і інтерференційні ефекти на поверхнях; здійснив маніпуляцію ковалентно зв'язаними атомами з атомнарною точністю. Одне з останніх досягнень Авуріса — важливі теоретичні і експериментальні відкриття в області електроніки та фотоніки вуглецевих нанотрубок (ВНТ) та графену, і також він заклав фундамент майбутньої нанотехнології на основі вуглецю.
В 1998 році команда Авуріса в IBM самостійно продемонструвала найперший молекулярний транзистор на основі однієї ВНТ. Згодом учений оптимізував дизайн і продуктивність польових транзисторів на основі ВНТ, що дозволило їм перевершити кремнієві пристрої. Після цього Авуріс і його колеги створили перші логічні схеми та інтегральні мікросхеми на базі ВНТ. Вони показали, що транспорт всередині ВНТ контролюється бар'єрами Шотткі, знайшли способи внесення домішок до ВНТ і проаналізували роль непружного розсіяння фононів. Авуріс і його група вперше продемонстрували світлове випромінювання що електрично генерується та фотопровідність ВНТ, а також теоретично проаналізували властивості екситонів ВНТ. Вчений детально вивчив механізми фото- і струмового збуджень цих одновимірних систем і вперше відкрив можливість створення єдиної електронної та оптоелектронної технології на основі одних і тих же вуглецевих матеріалів.

## Нагороди та визнання
- 1987:член Американського фізичного товариства
- 1996:член Американської асоціації сприяння розвитку науки
- 1997:член Американського вакуумного товариства[en]
- 1997:Премія Медарда Велча[en] від Американського вакуумного товариства[2]
- 1999: член Нью-Йоркської академії наук
- 1999: Премія Фейнмана у галузі нанотехнології[en] (експериментальна номінація) від Foresight Institute[en][3]
- 2001: Премія випускнику за видатні успіхи від Університету штату Мічиган.[4]
- 2001: Премія за досягнення в нанонауці на міжнародній конференції ACSIN
- 2003: член Американської академії мистецтв і наук[5]
- 2003: Премія Ірвінга Ленгмюра[en] у галузі хімічної фізики[6]
- 2004: член Академії технологій IBM
- 2004: член Інституту фізики
- 2005: член-кореспондент Афінської академії наук
- 2008: Премія Юліуса Шпрингера з прикладної фізики[de]
- 2011: Премія Девіда Тернбулла
- 2017: член Національної академії наук США[7].
- 2017: Clarivate Citation Laureates

## Доробок
- Bibcode: Wolkow and Ph. Avouris (1988). «Atom-Resolved Surface Chemistry Using Scanning Tunneling Microscopy». Physical Review Letters 60 (11): 5091. PMID:
- Ph. Avouris and R. Wolkow (1989). Atom-Resolved Surface Chemistry Studied by Scanning Tunneling Microscopy and Spectroscopy. Physical Review B. 39 (8): 5091. Bibcode:1989PhRvB..39.5091A. doi:10.1103/PhysRevB.39.5091.
- Y. Hasegawa and Ph. Avouris (1993). Direct Observation of Standing Wave Formation at Surface Steps Using Scanning Tunneling Spectroscopy. Physical Review Letters. 71 (7): 1071—1074. Bibcode:1993PhRvL..71.1071H. doi:10.1103/PhysRevLett.71.1071. PMID 10055441.
- Ph. Avouris and I.-W. Lyo (1994). Observation of Quantum Size Effects at Room Temperature at Metal Surfaces with the STM. Science. 264 (5161): 942—5. Bibcode:1994Sci...264..942A. doi:10.1126/science.264.5161.942. PMID 17830080.
- I.-W. Lyo and Ph. Avouris (1991). Field-Induced Nanometer- to Atomic-Scale Manipulation of Silicon Surfaces with the STM. Science. 253 (5016): 173—6. Bibcode:1991Sci...253..173L. doi:10.1126/science.253.5016.173. PMID 17779133.*Ph. Avouris (1995). Manipulation of Matter at the Atomic and Molecular Levels. Accounts of Chemical Research. 28 (3): 95. doi:10.1021/ar00051a002.
- Ph. Avouris (2007). Electronics with carbon nanotubes. Physics World. 20: 40—45.
- Ph. Avouris, Z. Chen, V. Perebeinos (2007). Carbon Based Electronics. Nature Nanotechnology. 2 (10): 605—615. Bibcode:2007NatNa...2..605A. doi:10.1038/nnano.2007.300. PMID 18654384.
- Ph. Avouris, M. Freitag and V. Perebeinos (2008). Carbon Nanotube Optics and Optoelectronics. Nature Photonics. 2 (6): 341—350. Bibcode:2008NaPho...2..341A. doi:10.1038/nphoton.2008.94.